# Louisa Moritz
Louisa Moritz (Havanna, Kuba, 1936. szeptember 25. – Los Angeles, Kalifornia, 2019. január 4.) amerikai színésznő.

## Fontosabb filmjei
- Assignment: Female (1966)
- The Man from O.R.G.Y. (1970)
- Fritz, a macska kilenc élete (The Nine Lives of Fritz the Cat) (1974, hang)
- La disputa (1974)
- Fore Play (1975)
- Halálos futam 2000 (Death Race 2000) (1975)
- Száll a kakukk fészkére (One Flew Over the Cuckoo's Nest) (1975)
- Six Pack Annie (1975)
- Flúgos futam (Cannonball) (1976)
- The Happy Hooker Goes to Washington (1977)
- Charge of the Model T's (1977)
- Loose Shoes (1978)
- A nagy szívás (Up in Smoke) (1978)
- The North Avenue Irregulars (1979)
- Kuba (Cuba) (1979)
- New Year's Evil (1980)
- A szivárvány alatt (Under the Rainbow) (1981)
- Gyónás gyilkosság után (True Confessions) (1981)
- Lunch Wagon (1981)
- Az utolsó szűz Amerikában (The Last American Virgin) (1982)
- Chained Heat (1983)
- Euer Weg führt durch die Hölle (1984)
- Hot Chili (1985)
- Határerő (Galaxis) (1995)
- The Independent (2000)